# Фелдон, Барбара
Ба́рбара Фе́лдон (англ. Barbara Feldon; род. 12 марта 1933, Бетел-Парк, Пенсильвания, США) — американская актриса и модель, наиболее известная по участию в телесериале «Напряги извилины».

## Ранние годы
Барбара Фелдон окончила Технологический институт Карнеги (ныне Университет Карнеги — Меллон) в 1955 году в степени бакалавра в области драматического искусства. Вскоре после этого она завоевала главный приз в телеигре «Вопрос на $64,000» на тему об Уильяме Шекспире.

## Карьера
После своей работы в качестве модели, Фелдон перешла на коммерческое телевидение «Top Brass».
Барбара Фелдон снималась в телевизионных сериалах, таких, как «Twelve O’Clock High», «Flipper» и «The Man from U.N.C.L.E.». После этого Фелдон сыграла роль Агента 99 в комедийном шпионском телесериале «Напряги извилины», напарницу Агента 86 (Дон Адамс). Она играла роль в течение всего сериала с 1965 до 1970 года, сыграла в 137 сериях из 138. Фелдон была номинирована на получение премии «Эмми» как «лучшая актриса комедийного сериала» в 1968 и 1969 годах, а также получила премию в номинации «самая долгоиграющая актриса сериала». С этого времени Дон Адамс стал лучшим другом Фелдон.
В 1964 году Барбара Фелдон сыграла с Саймоном Оклендом и Крейгом Стивенсом в эпизоде «Попробуйте найти шпиона» короткого сериала «Мистер Бродвей» телеканала «CBS».
С 1967 по 1969 годы Барбара Фелдон снималась в сериале «The Smothers Brothers Comedy Hour», где сыграла саму себя (камео).
Последующая работа Фелдон включала в себя роли в телесериалах «Rowan & Martin’s Laugh-In», «Griff», «Cheers» и «Mad About You», фильмах «Fitzwilly» (1967), и «Улыбка» (1975), и в качестве закадрового голоса — «The Dinosaurs! Flesh on the Bone» (1993).
Она вновь сыграла роль Агента 99 в телесериале «Напряги извилины, снова» (1989) и в коротком сериале также под названием «Напряги извилины» в 1995 году.
За роль Агента 99 Фелдон была признана в 2004 году «самым стильным тайным агентом».
Последними, на данный момент, проектами, где снималась Барбара Фелдон, являются «Biography» и «The 100 Greatest TV Quotes & Catchphrases».

## Личная жизнь
В 1968—1979 годах Барбара Фелдон была замужем за продюсером (в том числе, сериала «Напряги извилины») Бертом Ноделлой.
В настоящее время она проживает в Нью-Йорке, где ею в 2003 году была написана книга «Living Alone and Loving It». Она редко появляется на телеэкранах, много времени проводит в кругу семьи и друзей.